# Galactic Civilizations III
Galactic Civilizations III — компьютерная игра в жанре глобальная пошаговая 4X-стратегия, разработанная компанией Stardock. Выпущена 15 мая 2015 года.

## Обзор
Игра, как и её предшественники, уклоняется от любой формы тактического боя, но роль игрока в строительстве флота была значительно увеличена.
Условия победы в игре:
- Завоевание (Conquest) — сокрушить врагов и доминировать над галактикой.
- Победа влиянием (Influence) — не нужно драться, чтобы твоя цивилизация была лучшей.
- Победа исследованием (Research) — откройте, сделайте превосходный технологический прорыв.
- Вознесение (Ascension) — добыть кристаллы Вознесения и дальше идти по высшему плану.
- Победа альянсом (Alliance) — используйте дипломатию, чтобы принести мир в галактику.
- Ограничение по ходам (Turn Limit) — уничтожить врагов до истечения установленного количества ходов.

Нововведения:
- Мультиплеер: Впервые, в серии игр Galactic Civilizations появился режим мультиплеера с полной поддержкой собственных цивилизаций, сохраненных в мультиплеере игр и многим другим.
- Новая система битв: Вы решаете, какую роль играют ваши корабли в битве. Теперь у вас есть возможность наблюдать битвы флотов в кинематографическом стиле и видеть вашу проектировку в действии.
- Новый командир колоний: Местонахождение планетных улучшений теперь имеет значение. Бонусы за близость и планетные ресурсы имеют большое влияние на то, в чём сильна (или слаба) планета.
- Правители планет: Используйте правителей отдельных планет для руководства вашими мирами, решая, какие улучшения строить и когда, что позволяет вам сосредоточиться на больших стратегических целях.

## Сюжет
Действие происходит в 23-м веке. Междоусобицы галактического масштаба продолжаются. Несмотря на уничтожение Повелителей Ужаса, их бывшие марионетки, Империя дренджинов и Коллектив йоров, всё ещё сохраняют господство в Галактике. Почти все цивилизации, которые противостояли Повелителям Ужаса, истреблены или порабощены, осталась лишь Земля, защищенная непроницаемым барьером предшественников, но окруженная бесчисленной армадой дренджинов.
В 2242 году флот землян, отправленный в карманную вселенную за технологиями для повержения Повелителей Ужаса, возвращается. Целью его является создание единого фронта против дренджинов и йоров и освобождение Земли, так как под барьером скрывается восстановленная многочисленная армада, способная переломить ход войны. Однако против союза выступают толанцы, загадочные существа из будущего, утверждая, что это приведёт к Крестовому походу людей, что станет концом всего живого в Галактике.

## Дополнения
К игре вышло 3 дополнения:
- Mercenaries (18 февраля 2016);
- Crusade (4 мая 2017);
- Intrigue (11 апреля 2018).

## Отзывы, награды и продажи
| Сводный рейтинг       | Сводный рейтинг |
| Агрегатор             | Оценка          |
| --------------------- | --------------- |
| GameRankings          | 83,15 %         |
| Metacritic            | 81/100          |
| Иноязычные издания    |                 |
| Издание               | Оценка          |
| GameSpot              | 8/10            |
| IGN                   | 8,6/10          |
| PC Gamer (US)         | 87/100          |
| Русскоязычные издания |                 |
| Издание               | Оценка          |
| «Игромания»           | 8,5/10          |

Игра получила преимущественно положительные отзывы. На сайте-агрегаторе Metacritic средняя оценка игры составляет 81 из 100 на основе 31 обзора для платформы PC
Летом 2018 года, благодаря уязвимости в защите Steam Web API, стало известно, что точное количество пользователей сервиса Steam, которые играли в игру хотя бы один раз, составляет 476 035 человек.